# Hopetoun Monument
Hopetoun Monument är ett monument i Storbritannien. Det ligger i kommunen East Lothian och riksdelen Skottland. Monumentet restes 1824 till minne av John Hope, 4:e earl av Hopetoun. Närmaste större samhälle är Haddington, drygt en km sydost om Hopetoun Monument. 